# میخا (خواننده)
میخائلا جانا جیمینیا لیم (انگلیسی: Mikhaela Janna Jimenea Lim؛ زادهٔ ۸ نوامبر ۲۰۰۳) که به‌طور حرفه‌ای با نام میخا (Mikha) شناخته می‌شود، خواننده، رپر و رقصنده اهل فیلیپین است. او یکی از اعضای گروه دخترانه بینی است.

## اوایل زندگی و تحصیلات
میخا زادهٔ ۸ نوامبر ۲۰۰۳ در سبو، فیلیپین است. او دو خواهر و برادر بزرگتر دارد. خانواده‌اش ابتدا در سبو زندگی می‌کردند پیش از اینکه به لاگونا، فیلیپین نقل مکان کنند.
آنها بعداً به کاویته نقل مکان کردند، جایی که برای هشت سال، قبل از نقل مکان به سان خوان، کلانشهر مانیل، در آنجا اقامت کردند.